# 東北大学大学院理学研究科・理学部

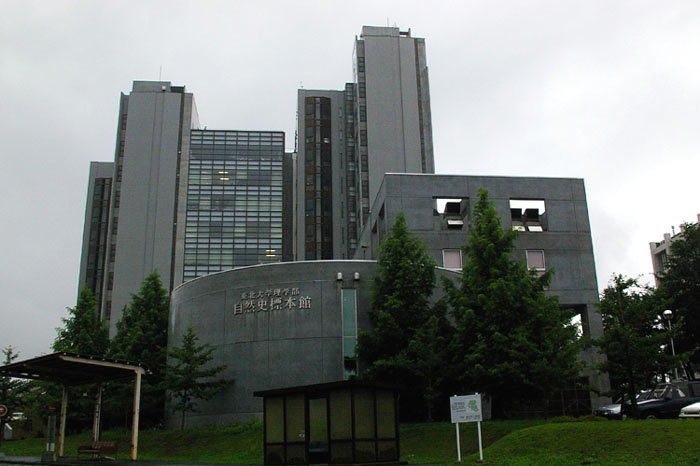
理学部総合研究棟・自然史標本館（青葉山キャンパス）

東北大学大学院理学研究科（とうほくだいがくだいがくいんりがくけんきゅうか、英: Graduate School of Science）は、東北大学大学院の研究科。東北大学理学部（―りがくぶ、英: School of Science）は、東北大学の学部。

## 概要
東北帝国大学の分科大学として1911年に開設された理科大学を前身とする。
同理科大学は1919年に理学部となり、1995年には大学院重点化を行った。
設立以来「研究第一」と「門戸開放」を理念に掲げ、女性や海外出身者、旧制高等学校以外の高等工業学校・高等師範学校などの傍系へも門戸を開いてきた。日本初の女子学生である黒田チカ（お茶の水女子大学名誉教授）や丹下梅子（元日本女子大学教授）らや、傍系の教育機関であった東京高等工業学校（現東京科学大学）卒業生の茅誠司（第17代東京大学総長）らを受け入れてきた伝統を持つ。

## 沿革
1906年（明治39年）、古河財閥（古河虎之助）が「福岡工科大学、仙台理科大学、札幌農科大学」の設立に対して100万円（当時）の寄付を申し出る。
1907年6月、東北帝国大学創立。1906年（明治39年）、札幌農学校を帝国大学農科大学に昇格させ、新設予定の理工科大学と大学予科と併せて北海道帝国大学とする案が浮上するも、東北選出の代議士が反発し、その結果として新設予定の理科大学を仙台に置く折衷案を政府に要求することとなった。
1911年1月、東北帝国大学理科大学開設、数学科・物理学科・化学科・地質学科を置く。理科大学の建設資金には、日露戦争の好景気で財を成した古河財閥（現・古河グループ）や宮城県による寄付金等が用いられ、校舎の建設や実験機器・専門書の輸入などの準備がなされた。理科大学の教授候補として内定した者たちは、理科大学完成までの間、ヨーロッパ各地に留学し、留学中にフランスの首都パリに集まって教授会も開催した。
1913年、理科大学で女子の入学を認め、日本初の女性大学生が誕生する。文部省による「元来女子を帝国大学に入学せしむることは前例これ無きことにて頗る重大なる事件にこれあり大いに講究を要し候」などの警告を無視し、黒田チカ（化学科）、牧田らく（数学科）、丹下ウメ（化学科）の入学が許可された。官報で合格発表が行われた8月21日は後に女子大生の日となった。
1917年、応用化学講座設置。後1919年に東北帝国大学工学部が設立され、工学部応用化学科となる。
1919年、第二次帝国大学令によって分科大学が学部に改められ、理科大学が東北帝国大学理学部となる。
1922年、生物学科設置。1924年、地質学科が地質古生物学科・岩石鉱床学科に分離される。1934年、天文学講座設置。1945年に地球物理学科、翌1946年に地理学科が設立される。1949年、地質学古生物学科・岩石鉱物鉱床学科・地理学科が地学科に統合され、地学科地学第一、地学科地学第二、地学科地学第三と改称される。
1953年、大学院理学研究科設置。数学専攻・物理学専攻・化学専攻・地学専攻・生物学専攻・地球物理学専攻の6専攻を設置する。
1995年、大学院重点化が実施される。
2001年、大学院生命科学研究科設置。

## 学科・専攻
理学部は入学定員324名。2022年現在、以下の学科・専攻を置く。
- 数学系
  - 数学科・数学専攻 - 1911年数学科設置。
- 物理系
  - 物理学科・物理学専攻 - 1911年、物理学科設置。
  - 宇宙地球物理学科・天文学専攻 - 1934年、天文学講座設置。
  - 宇宙地球物理学科・地球物理学専攻 - 1945年、地球物理学科設置。
- 化学系
  - 化学科・化学専攻 - 1911年、化学科設置。
- 地球科学系
  - 地圏環境科学科・地球惑星物質科学科・地学専攻 - 1924年、地質学科設置。分離・統合を経て、1949年、地学科設置。
  - 地圏環境科学科・地学専攻 - 同上。
- 生物系
  - 生物学科 - 1922年、生物学科設置。

### 廃止された学科・専攻
- 地質学科 - 1911年設置。1924年8月6日廃止[12]。
- 応用化学科 - 1917年9月12日設置。1919年6月18日工学部化学工業科へと改組[12]。
- 地学科地理学科 - 1946年4月1日地理学科として設置。1949年5月31日に地学科地学第三学科に改められた後、1951年4月1日に地学科地理学科に改められ、1992年3月31日廃止[12]。
- 天文及び地球物理学第二学科 - 1946年4月1日地球物理学科として設置。1949年5月31日に天文及地球物理学第二学科に改められた後、1963年4月1日に天文及び地球物理学第二学科に改められ、1992年3月31日廃止[12]。
- 化学第二学科 - 1962年4月1日設置。1995年3月31日廃止[12]。
- 物理学第二学科 - 1964年4月1日設置。1994年3月31日廃止[12]。
- 生物学専攻 - 1953年4月1日設置。2001年に生命科学研究科が設置されるに伴い同年3月31日廃止[13]。
- 原子核理学専攻 - 1957年4月1日設置。1994年3月31日廃止[13]。
- 化学第二専攻 - 1966年4月1日設置。1995年3月31日廃止[13]。
- 物理学第二専攻 - 1968年4月1日設置。1994年3月31日廃止[13]。

## 著名な出身者

### 政治、行政
- 海野三朗 - 参議院懲罰委員長、日本学士院賞
- 大木章一 - 国土地理院長[14]
- 大越隆三 - 嘉義市長、台北州勧業課長
- 興直孝 - 内閣府政策統括官、静岡大学学長、広島大学副学長、日本海洋科学振興財団理事長
- 神谷明彦 - 東浦町長、東浦町議会議員
- 斎藤錬一 - 気象庁予報部長、藤原賞
- 須田皖次 - 運輸省水路部長、東海大学名誉教授
- 孫耕暁 - 中国国民党通化県党部書記長
- 髙島喜一 - 特許庁特許審査第一部首席審査長、大阪工業大学名誉教授
- 飛田幹男 - 国土地理院長、筑波大学教授
- 野村竜一 - 第5代気象防災監[15]
- 羽鳥光彦 - 気象庁長官、気象業務支援センター理事長
- 村上広史 - 国土地理院長、青山学院大学教授
- 山岸米二郎 - 気象庁気象研究所長、仙台管区気象台長
- 八代五郎造 - 貴族院議員

### 経済
- 池口正剛 - 元楽天コミュニケーションズ社長、元フュージョンコミュニケーションズ社長
- 大島孝一 - 元女子学院院長
- 小秋元隆輝 - 元日本光学工業（現ニコン）社長
- 柴田勝太郎 - 元東洋高圧工業（現三井化学）社長、元有機合成化学協会会長
- 嶋村輝郎 - 元ニコン社長
- 田中壽一 - 学校法人名城大学創設者、元浜松高等工業学校教授
- 村上東 - ワコム創業者

### 研究
- 青木謙一郎 - 地球科学、東北大学名誉教授、元日本岩石鉱物鉱床学会会長、元日本火山学会会長、渡邉萬次郎賞
- 青野茂行 - 物理化学、元金沢大学学長
- 赤祖父俊一 - 地球物理学、アラスカ大学フェアバンクス校名誉教授、日本学士院賞
- 赤堀四郎 - 生化学、元大阪大学総長、元理化学研究所理事長、文化勲章、元日本学士院会員、日本学士院賞
- 浅野清 - 古生物学、東北大学教授、元日本古生物学会会長
- 荒川泓 - 化学、北海道大学名誉教授
- 飯島澄男 - 物理、名城大学教授、文化勲章、日本学士院会員、恩賜賞・日本学士院賞、グレゴリー・アミノフ賞
- 生田茂 - 化学、東京都立大学名誉教授
- 池谷和信 - 人類学、国立民族学博物館教授
- 石井武比古 - 物理学、東京大学名誉教授、元日本物理学会会長
- 石川正道 - 材料科学、元東京工業大学教授、元三菱総合研究所先端科学研究所所長、元日本マイクログラビティ応用学会会長
- 石渡明 - 地質学、元東北大学教授、元日本地質学会会長、日本地質学会賞
- 稲場文男 - 電子工学、東北大学名誉教授、元電子情報通信学会副会長、紫綬褒章
- 今井丈夫 - 水産学、東北大学名誉教授、紫綬褒章
- 井村久則 - 分析化学、金沢大学名誉教授、金沢子ども科学財団事務局長、元日本溶媒抽出学会会長
- 井龍康文 - 地球科学、東北大学教授、元日本地質学会会長、元国際化石藻類学会会長
- 岩崎信 - 工学、東北大学教授
- 枝松圭一 - 物理学、東北大学教授、文部科学大臣表彰科学技術賞
- 海老原敬吉 - 機械工学、元東京工業大学教授、元日本機械学会会長、リケン技術的基盤創設者
- 大内正己 - 宇宙論、東京大学教授、日本学士院学術奨励賞、日本学術振興会賞
- 大栗博毅 - 有機化学、東京大学教授
- 大越慎一 - 物性化学、東京大学教授、フンボルト賞、日本学士院学術奨励賞
- 大谷栄治 - 地球科学、東北大学名誉教授、元日本鉱物科学会会長、紫綬褒章
- 大野かおる - 物理学、横浜国立大学教授
- 尾形輝太郎 - 有機化学、理化学研究所名誉研究員、帝国学士院賞
- 荻野博 - 無機化学、東北大学名誉教授、元放送大学副学長、元錯体化学会会長
- 小原一成 - 地震学、東京大学教授、元日本地震学会会長、地震予知連絡会副会長、紫綬褒章
- 柿崎明人 - 物理学、東京大学名誉教授、学校法人筑波研究学園理事長、筑波研究学園専門学校校長
- 角谷静夫 - 数学、イェール大学名誉教授、元アメリカ芸術科学アカデミー会員
- 風間計博 - 人類学、京都大学教授
- 加藤陸奥雄 - 生物学、第15代東北大学総長、元日本生態学会会長、元大学入試センター所長
- 加藤愛雄 - 地球物理学、東北大学名誉教授、元日本地球電気磁気学会会長、元日本学士院会員、日本学士院賞
- 菅野文友 - 経営工学、元東京理科大学教授、元日本信頼性学会会長、デミング賞本賞
- 金田康正 - 計算機科学、東京大学名誉教授
- 茅誠司 - 物理学、第17代東京大学総長、元日本学術会議会長、元放送文化基金理事長、文化勲章、元日本学士院会員
- 川添良幸 - 工学、東北大学名誉教授、日本金属学会学術貢献賞
- 河田喜代助 - 地質学、元東京教育大学助教授、第五海洋丸の遭難で殉死
- 川端善一郎 - 生態学、元京都大学教授、愛媛出版文化賞
- 菊田多利男 - 金属学、元日立製作所中央研究所所長、元日本金属学会会長
- 木羽敏泰 - 化学、金沢大学名誉教授、元金沢工業大学学長
- 久保田尚志 - 化学、大阪市立大学名誉教授、日本学士院賞
- 久保野茂 - 物理学、東京大学名誉教授
- 栗原康 - 生態学、東北大学名誉教授、日本学士院エジンバラ公賞
- 郡司ペギオ幸夫 - 理学、早稲田大学教授
- 黒田武彦 - 天文学、元兵庫県立西はりま天文台長、文部科学大臣表彰科学技術賞
- 黒田チカ - 化学、お茶の水女子大学名誉教授、日本初の女性化学者、紫綬褒章、日本化学会第1回真島賞
- 小竹無二雄 - 化学、大阪大学名誉教授、元日本化学会会長、元日本学士院会員
- 後藤和久 - 地質学、東京大学教授
- 後藤秀弘 - 化学、元富山大学学長、元東北福祉大学学長、元日本分析化学会会長、藍綬褒章
- 小松英一郎 - 物理学、マックス・プランク天体物理学研究所所長、仁科記念賞
- 今野一宏 - 数学、大阪大学教授
- 三枝信子 - 環境学、国立環境研究所地球システム領域長、日本学術会議副会長
- 佐藤勇 - 物理学、高エネルギー加速器研究機構名誉教授、総合研究大学院大学名誉教授、諏訪賞
- 佐藤繁 - 物理学、東北大学名誉教授、元日本放射光学会会長
- 斎藤靖二 - 地質学、国立科学博物館名誉館員、神奈川県立生命の星・地球博物館名誉館長、元日本地質学会会長
- 佐川宏行 - 宇宙線物理学、元東京大学宇宙線研究所副所長
- 佐藤比呂志 - 地質学、東京大学名誉教授、日本地理学会賞
- 佐々木力 - 科学史、元東京大学教授、元中国科学院教授、サントリー学芸賞
- 澤田安樹 - 物理学、京都大学名誉教授
- 鹿間時夫 - 古生物学、横浜国立大学教授、元日本古生物学会会長
- 下遠野邦忠 - 分子生物学、元京都大学ウイルス研究所所長、高松宮妃癌研究基金学術賞
- 寒川旭 - 地震考古学、元産業技術総合研究所研究員
- 島田周平 - 地理学、京都大学名誉教授
- 白井俊明 - 化学、東京大学名誉教授
- 須賀利雄 - 海洋物理学、東北大学教授、元日本海洋学会副会長
- 杉浦直 - 地理学、岩手大学名誉教授、元東北地理学会会長
- 鈴木厚人 - 物理学、元東北大学副学長、元高エネルギー加速器研究機構長、文化功労者、日本学士院賞、ブルーノ・ポンテコルボ賞
- 鈴木邦雄 - 生態学、第14代横浜国立大学学長
- 鈴木俊法 - 物理化学、京都大学教授、元分子科学会会長、日本学術振興会賞
- 鈴木治夫 - 数学、北海道大学名誉教授
- 鈴木仁 - 動物学、北海道大学教授
- 蘇歩青 - 数学、復旦大学名誉学長、中国数学会名誉理事長
- 平朝彦 - 地質学、東京大学名誉教授、元海洋研究開発機構理事長、元日本地質学会会長、日本学士院賞
- 武井武 - 電気化学、東京工業大学名誉教授、慶應義塾大学名誉教授、元電気化学協会会長、文化功労者
- 竹崎正道 - 数学、カリフォルニア大学ロサンゼルス校名誉教授、アメリカ数学会フェロー、藤原賞
- 田中智 - 生物学、東京大学教授、日本繁殖生物学会大会長
- 田所芳秋 - 鉱物学、元日本製鐵八幡製鐵所研究所長、元高知県工業試験場長、帝国学士院賞
- 田中正之 - 地球物理学、東北大学名誉教授、元総合地球環境学研究所評議員会長、紫綬褒章
- 玉手英利 - 哺乳類学、山形大学学長
- 武村雅之 - 地震学、名古屋大学教授、日本地震工学会功労賞
- 田中幹子 - 生物学、東京工業大学教授、猿橋賞
- 田村俊和 - 地理学、東北大学名誉教授、元日本地形学連合会長
- 丹下梅子 - 栄養学、元日本女子大学教授、日本人女性2人目の農学博士
- 千葉喜彦 - 時間生物学、山口大学名誉教授、毎日出版文化賞
- 陳建功 - 数学、元杭州大学副学長、元中国数学会副理事長
- 𡈽山明 - 地球科学、京都大学名誉教授、中国科学院教授、元日本鉱物科学会会長
- 遠田晋次 - 地震地質学、東北大学教授
- 戸部博 - 植物学、京都大学名誉教授、京都府立植物園園長、元日本植物学会会長
- 富田芳郎 - 地理学、元台北帝国大学教授
- 冨山保 - 電気化学、元横浜国立大学学長、元電気化学協会会長
- 永海佐一郎 - 無機化学、東京工業大学名誉教授、隠岐の島町名誉町民
- 長尾巧 - 地質学者、元東北帝国大学教授、元日本古生物学会会長
- 中込良廣 - 原子核物理学、京都大学名誉教授、元原子力安全基盤機構理事長
- 中島映至 - 地球科学、東京大学名誉教授、国際気象学・大気科学国際協会事務局長、紫綬褒章
- 長濱裕幸 - 地球科学、東北大学教授
- 二階堂副包 - 数理経済学、一橋大学名誉教授、元理論・計量経済学会会長
- 西平守孝 - 生態学、東北大学名誉教授、沖縄美ら島財団参与、元日本サンゴ礁学会会長、日本学士院エジンバラ公賞
- 西村卓也 - 地球科学、京都大学教授
- 西山善次 - 物理学、大阪大学名誉教授、日本学士院賞
- 花輪公雄 - 海洋科学、東北大学名誉教授、山形大学副学長、元日本海洋学会会長
- 橋本宇一 - 金属工学、元科学技術庁金属材料技術研究所所長、元多賀工業専門学校長、元日本機械学会会長
- 長谷川政美 - 遺伝学、統計数理研究所名誉教授、木原賞、日本統計学会賞、日本科学読物賞
- 林隆夫 - 数学史、同志社大学名誉教授、日本数学会出版賞
- 樋渡宏一 - 細胞生物学、東北大学名誉教授、元日本学士院会員、エドゥアルト・ライヒェナウ・メダル
- 平間正博 - 化学、東北大学名誉教授、日本学士院賞、紫綬褒章
- 藤瀬新一郎 - 有機化学、東北大学名誉教授、紫綬褒章
- 星野敏雄 - 化学、元東京工業大学教授、元理化学研究所理事長、元高分子学会会長、帝国学士院賞、紫綬褒章
- 保尊隆享 - 生物学、大阪市立大学教授、日本植物学会奨励賞
- 本間三郎 - 物理学、東京大学名誉教授、元読売東京理工専門学校校長
- 伊達宗行 - 物理学、大阪大学名誉教授、元日本物理学会会長、紫綬褒章、仁科記念賞、松永賞
- 遠山啓 - 数学、東京工業大学名誉教授、元数学教育協議会委員長
- 中澤高清 - 地球物理学、東北大学名誉教授、元大気化学研究会会長、紫綬褒章、島津賞、山崎賞、日産科学賞
- 中島英彰 - 気象学、国立環境研究所地球環境研究センター主席研究員
- 野口誠之 - 素粒子物理学、元奈良女子大学学長
- 野家啓一 - 哲学、元東北大学副学長、元日本哲学会会長
- 野副鉄男 - 化学、東北大学名誉教授、元日本化学会会長、文化勲章、元日本学士院会員、日本学士院賞、朝日賞
- 長谷川昭 - 地震学、東北大学名誉教授、恩賜賞・日本学士院賞
- 浜田道昭 - バイオインフォマティクス、早稲田大学教授、日本バイオインフォマティクス学会理事長
- 早坂忠裕 - 気候学、東北大学教授、宇宙航空研究開発機構地球観測研究センター参与
- 彦坂忠義 - 物理学、新潟大学名誉教授、元旅順工科大学教授
- 日比忠俊 - 物理学、東北大学名誉教授、元日本顕微鏡学会会長、紫綬褒章
- 平野博之 - 生物学、東京大学名誉教授、木原賞
- 廣芝伸哉 - 物理化学、大阪工業大学准教授、電気学会エコシステム材料技術調査専門委員会委員長
- 廣根徳太郎 - 金属学、東北大学名誉教授、元山形大学学長、元原水爆禁止日本協議会代表理事、紫綬褒章
- 福村裕史 - 物理化学、東北大学名誉教授、元仙台高等専門学校長
- 前田信代 - 病理学、ノースカロライナ大学チャペルヒル校ロバート・H・ワグナー特別教授
- 真島正市 - 応用物理学、東京大学名誉教授、元東京理科大学学長、文化功労者、元日本学士院会員、日本学士院賞
- 増原宏 - 化学、大阪大学名誉教授、国立交通大学講座教授、元光化学協会会長、紫綬褒章
- 松生義勝 - 電気化学、元東京水産大学学長
- 松澤暢 - 地震学、東北大学教授、地震予知連絡会副会長
- 松田達郎 - 生態学、元国立極地研究所所長、元南極地域観測隊隊長
- 松本重貴 - 物理学、東京大学教授
- 丸山儀四郎 - 数学、元東京大学教授、元日本数学会理事長、元日本学術会議会員
- 水木純一郎 - 物理学、関西学院大学教授、元日本放射光学会会長
- 宮内崇裕 - 地形学、千葉大学教授、日本活断層学会会長
- 森本治枝 - 数学、元津田塾大学講師、女性数学者の先駆け
- 森田裕一 - 火山地震学、東京大学名誉教授、火山噴火予知連絡会副会長
- 諸井健夫 - 素粒子物理学、東京大学教授、西宮湯川記念賞
- 安田喜憲 - 地理学、国際日本文化研究センター名誉教授、ふじのくに地球環境史ミュージアム館長、紫綬褒章、中日文化賞
- 谷田貝光克 - 天然物有機化学、東京大学名誉教授、元秋田県立大学木材高度加工研究所所長、木質炭化学会名誉会長
- 柳川弘志 - 生物学、慶應義塾大学教授
- 柳澤嘉一郎 - 生命科学、筑波大学名誉教授、日本エッセイスト・クラブ賞
- 山田延男 - 科学、元東京帝国大学教授
- 山田泰広 - 地震学、東京大学教授
- 山本義一 - 大気放射学、東北大学名誉教授、元宮城教育大学学長、元日本気象学会理事長、元日本学士院会員、日本学士院賞
- 吉井譲 - 天文学、東京大学名誉教授、元東京大学大学院理学系研究科附属天文学教育研究センター長
- 吉原賢二 - 放射化学、東北大学名誉教授、化学史学会学術賞
- 渡邊邦夫 - 生態学、京都大学名誉教授、元野生生物保護学会編集長
- 渡部重十 - 地球物理学、北海道大学名誉教授、元地球電磁気・地球惑星圏学会会長
- 渡邉信 - 藻類学、筑波大学教授
- 渡辺万次郎 - 地球科学、元東北大学教授、元秋田大学学長
- 渡辺芳人 - 化学、元名古屋大学理事・副総長、分子科学研究所長、元日本化学会筆頭副会長、日本化学会賞

### 教育
- 佐々木淳 - 海上自衛隊数学教官、元代々木ゼミナール講師

### 技術、文化
- 嶋正利 - マイクロプロセッサアーキテクト、京都賞先端技術部門
- 長谷川敦士 - インフォメーションアーキテクト、武蔵野美術大学教授
- 大道卓 - コメットハンター、桜美林大学教授、日本天文学会天体発見功労賞
- 円城塔 - 小説家、芥川賞、川端康成文学賞、咲くやこの花賞
- 嶋中潤 - 小説家、日本宇宙フォーラム主任研究員、日本ミステリー文学大賞新人賞
- 中原涼 - 小説家、奇想天外SF新人賞佳作
- 松崎有理 - 小説家、創元SF短編賞
- 小池光 - 歌人、仙台文学館館長、紫綬褒章、現代歌人協会賞、寺山修司短歌賞
- 島田紀夫 - 美術評論家、実践女子大学名誉教授、元ブリヂストン美術館館長、元山梨県立美術館館長
- 青木貞伸 - 放送評論家、元放送批評編集長
- 石川慶 - 映画監督、プチョン国際ファンタスティック映画祭企画マーケットグランプリ
- 児玉裕一 - 映像ディレクター、カンヌ国際広告祭グランプリ、クリオ賞

### アナウンサー、気象予報士
- 江幡平三郎 - IBC岩手放送アナウンサー
- 上原諒 - 東北放送気象予報士